# Buiucani

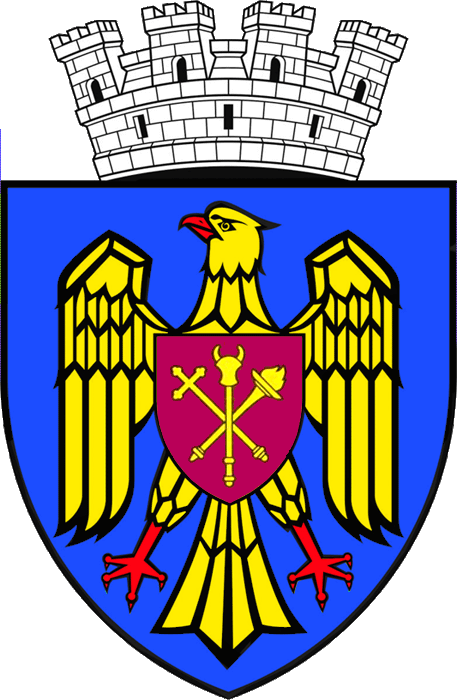
Wappen

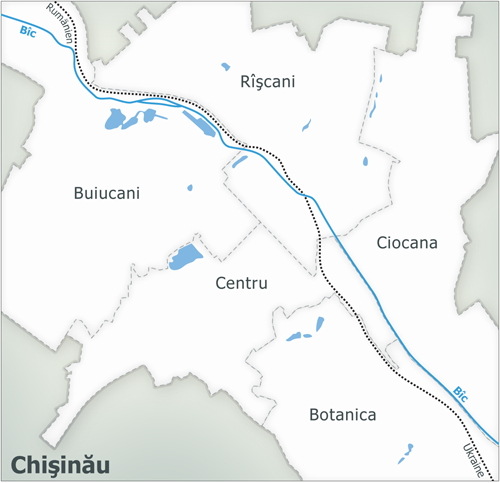
Bezirke von Chișinău

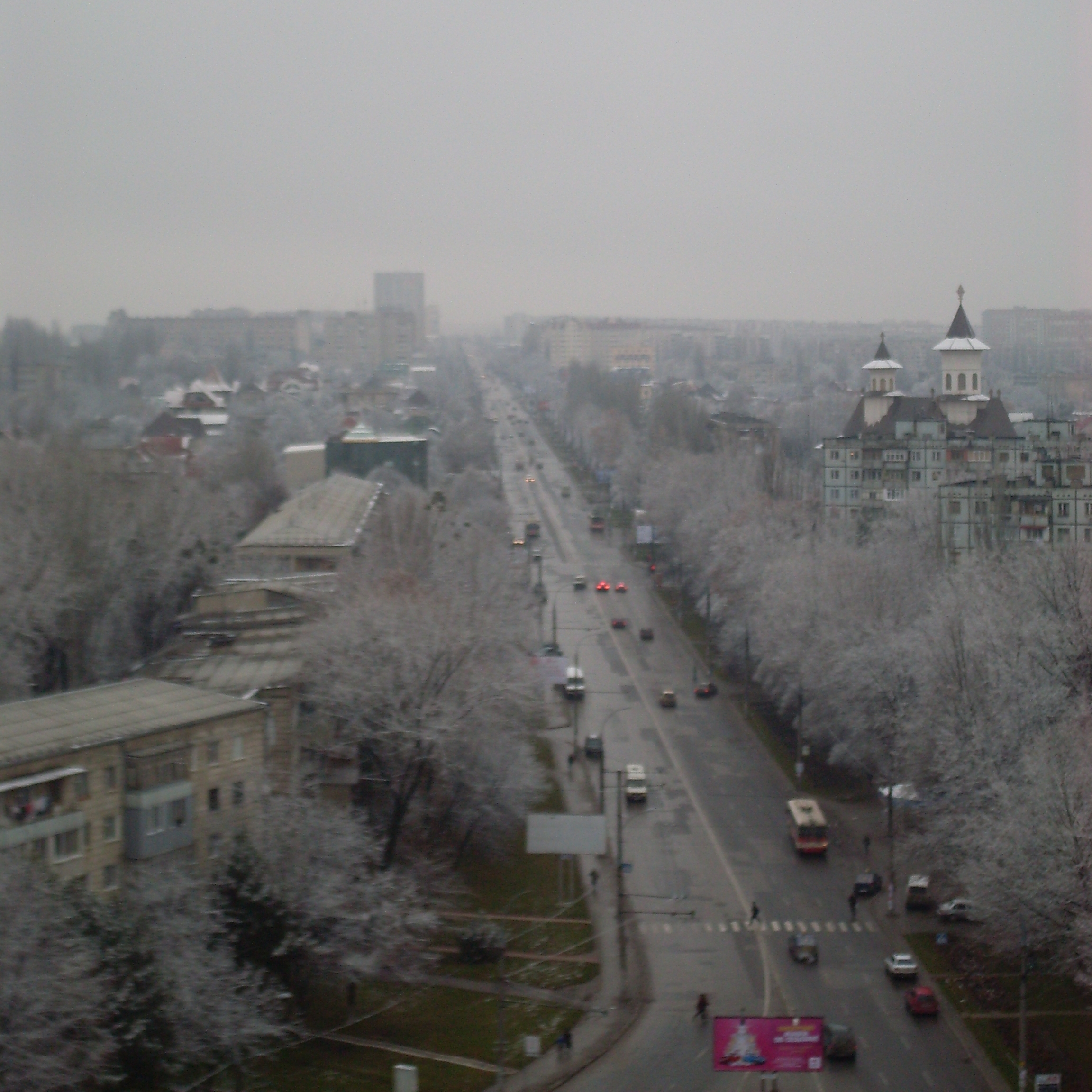
Alba-Iulia-Straße im Stadtviertel

Buiucani (russisch Боюканы Bojukany) ist ein Bezirk der moldauischen Hauptstadt Chișinău. Bei der Volkszählung 2004 hatte er 107.744 Einwohner.
Der Bezirk liegt im Nordwesten der Stadt. Seinen Namen hat er von einem ehemals eigenständigen Dorf in der Gegend.

## Geschichte
Die erste urkundliche Erwähnung des Dorfs Buiucani datiert auf die zweite Hälfte des 15. Jahrhunderts. Bis zum Beginn des 17. Jahrhunderts war Buiucani im Besitz mehrerer kleiner Grundeigentümer, die im Fürstentum Moldau als răzeși bezeichnet wurden, und kam dann in den Besitz des Bojaren D. Paleologa. 1608 wies der Gospodar Konstantin Movile Buiucani den Erben Hodora und Paraski zu. Damals wurden ein Teich und eine Mühle am Fluss Bîc erwähnt. 1610 hatte das Dorf wieder mehrere Eigentümer. In den 1620er Jahren kam Buiucani in den Besitz eines Klosters in Iași. Die lokale Bevölkerung war vor allem in der Landwirtschaft tätig, es gab aber auch Schmiede, Zimmerleute und andere Handwerksbetriebe. 1774 befanden sich 52 Häuser im Ortsgebiet.
Zu Beginn der 1830er Jahre wuchs Chișinău bis an die Grenzen des Dorfes. Nach dem Zweiten Weltkrieg begann eine rege Bautätigkeit, seit den 1950er Jahren wurden mehrstöckige Wohngebäude errichtet. 
Im Jahr 1950 wurde der Botanische Garten der Moldauischen Akademie der Wissenschaften angelegt. Im Bezirksgebiet befinden sich außerdem eine Pädagogische Hochschule, mehrere Parkanlagen, der Jüdische Friedhof und ausländische Botschaften.